# NGC 2806
NGC 2806 est une étoile située dans la constellation du Cancer.
L'astronome prussien Heinrich Louis d'Arrest a enregistré la position de ces trois étoiles le 17 février 1862.
Notons que la base de données Simbad ainsi que WikiSky et le programme Aladin identifient NGC 2806 à la galaxie PGC 26212. Toutes les autres sources consultées indiquent qu'il s'agit de l'étoile située aux coordonnées indiquées dans cet article.